# Trachyandra adamsonii
Trachyandra adamsonii är en grästrädsväxtart som först beskrevs av Robert Harold Compton, och fick sitt nu gällande namn av Anna Amelia Obermeyer. Trachyandra adamsonii ingår i släktet Trachyandra och familjen grästrädsväxter. Inga underarter finns listade i Catalogue of Life.